# 国鉄タム2300形貨車
国鉄タム2300形貨車（こくてつタム2300がたかしゃ）は、かつて日本国有鉄道（国鉄）及び1987年（昭和62年）4月の国鉄分割民営化後は日本貨物鉄道（JR貨物）に在籍した私有貨車（タンク車）である。

## 概要
本形式は、液化塩素専用の15 t積二軸ボギー貨車である。1950年（昭和25年）10月31日から1964年（昭和39年）9月4日にかけて267両（タム2300 - タム2399, タム12300 - タム12466）が三菱重工業、汽車製造、川崎車輛等で新製された。
本形式の他に液化塩素を専用種別とする形式は、タム8500形（43両）、タキ5400形（15両）、タキ5450形（697両）の3形式が存在した。
落成時の所有者は、新日本窒素、本州製紙、日本パルプ､徳山曹達、旭化成工業、東亞合成化学工業、日本曹達、王子製紙工業、日産化学工業、東洋曹達工業、日新電化、鉄興社、保土谷化学工業、呉羽化学工業、一之江化学工業、大阪曹達、中外貿易、関東電化工業、第一物産、国策パルプ工業、昭和電工、北日本製紙、興国人絹パルプ、三菱化成工業、日栄、信越化学工業、旭電化工業、日新興業、旭硝子、江戸川化学、新日化産業、山陽国策パルプ、伊藤忠商事の33社であった。
1979年（昭和54年）10月より化成品分類番号「毒(G)26」（毒性の物質、高圧ガス、毒性のあるもの）が標記された。
タンク体はボイラ用鋼板製、ドームレスのキセ（外板）付き直胴タイプである。荷役方式は、高圧ガスであるため、タンク上部の円筒型のプロテクタ内に弁を内蔵した上入れ上出し方式である。塗色は、容器保安規則（通産省令）により黄1号である。
全長は10,300 mm、全幅は2,400 mm、全高は3,419 mm、台車中心間距離は6,200 mm、実容積は12.2 m3、自重は18.5 t、換算両数は積車3.5、空車1.8、台車はベッテンドルフ式のTR41BまたはTR41Dで、最高速度は75 km/hである。
1987年（昭和62年）4月の国鉄分割民営化時には18両の車籍がJR貨物に継承され、最後まで在籍した13両が1989年（平成元年）10月に廃車となり同時に形式消滅となった。